# Луис Перез (фудбалер, 1907)
Луис Перез Гонзалез (1907-1962) био је мексички фудбалски нападач који је два пута наступио за мексичку репрезентацију на ФИФА-ином светском првенству 1930.